# Коммевейне
Коммевейне (нидерл. Commewijne) — округ Суринама, расположенный на правом берегу реки Суринам. Административный центр — город Ньив-Амстердам, другой значимый город — Альянс.
Население округа — 24 649 человек (2004), площадь — 2353 км².

## История
Наряду с многочисленными небольшими колониальными укреплениями, в Ньив-Амстердаме расположена крупная крепость, построенная для защиты района в ходе Второй англо-голландской войны.

## Достопримечательности
- Мост Жюля Вейденбоса (частично на территории округа)

## Административное деление
| № | Коммуна                          | Население, чел. (2004) | Площадь, км² |
| - | -------------------------------- | ---------------------- | ------------ |
| 1 | Алкмаар (Alkmaar)                | 4213                   | 81           |
| 2 | Бакки (Bakkie)                   | 541                    | 440          |
| 3 | Маргарета (Margaretha)           | 781                    | 191          |
| 4 | Мерзорг (Meerzorg)               | 8115                   | 1081         |
| 5 | Ньив-Амстердам (Nieuw-Amsterdam) | 5489                   | 48           |
| 6 | Таманредё (Tamanredjo)           | 5510                   | 512          |

## Экономика
Основной доход приносит земледелие, причём первые плантации были основаны ещё первыми голландскими колонистами в 1600-х годах.